# بیمارستان دکتر خدادوست
بیمارستان دکتر خدادوست واقع در استان فارس، شهرستان شیراز بیمارستانی است خصوصی و درمانی  با ظرفیت ۳۲ تخت ثابت که در سال ۱۳۷۳ خورشیدی تأسیس گردید. دکتر علی‌اصغر خدادوست مؤسس این بیمارستان است.
هم اکنون این بیمارستان دارای اتاق عمل، اورژانس، چشم، پیوند چشم، قرنیه و دیگر واحدهای پاراکلینیکی و درمانگاهی می‌باشد.